# Lampaul-Guimiliau

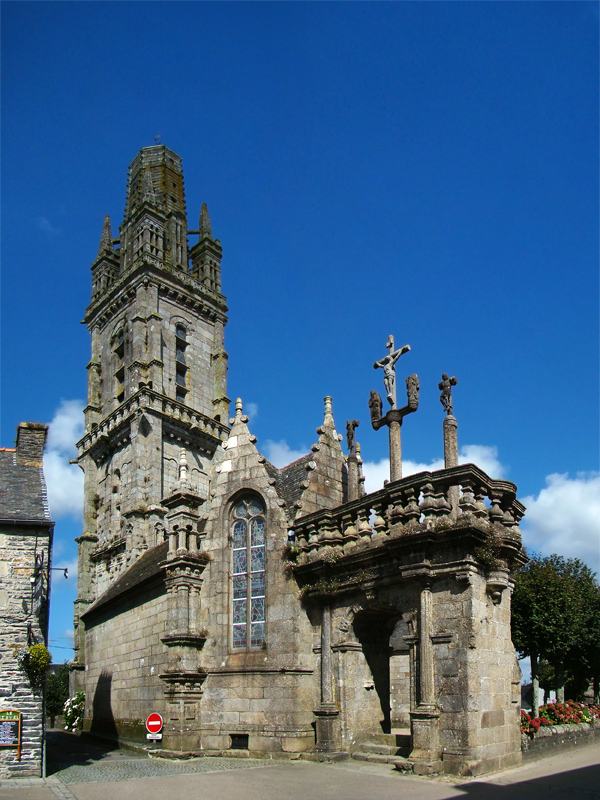
Lampaul-Guimiliau: il complesso parrocchiale (enclos paroissial)

Lampaul-Guimiliau è un comune francese di 2 095 abitanti situato nel dipartimento del Finistère, regione della Bretagna.

## Galleria d'immagini

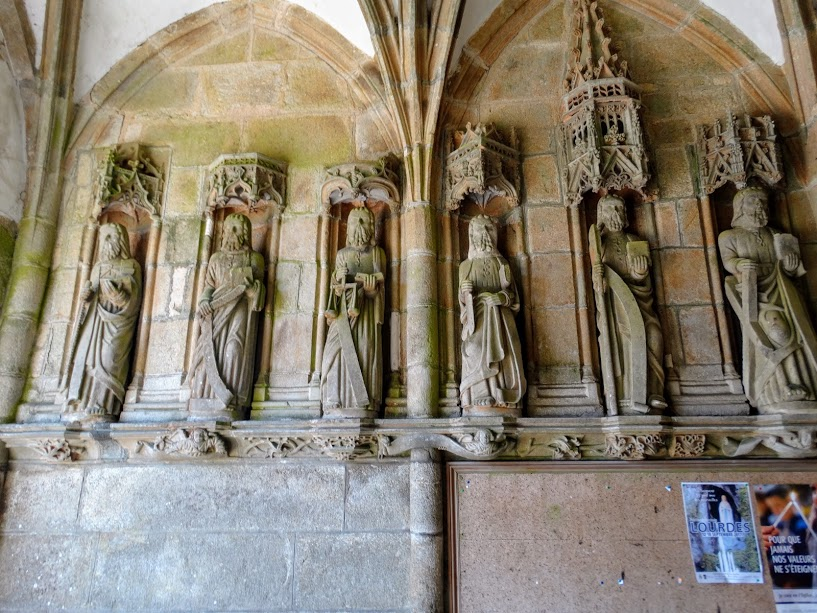
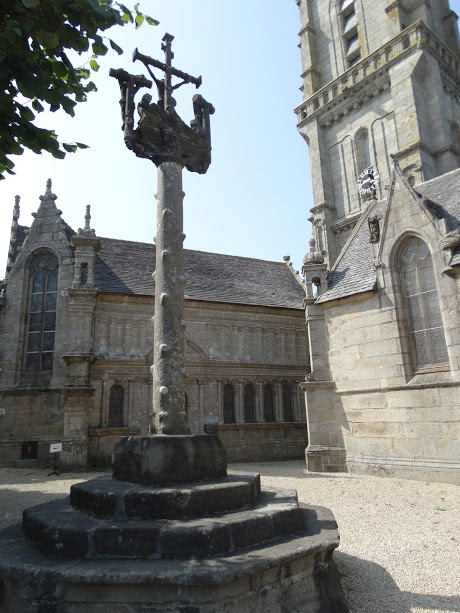
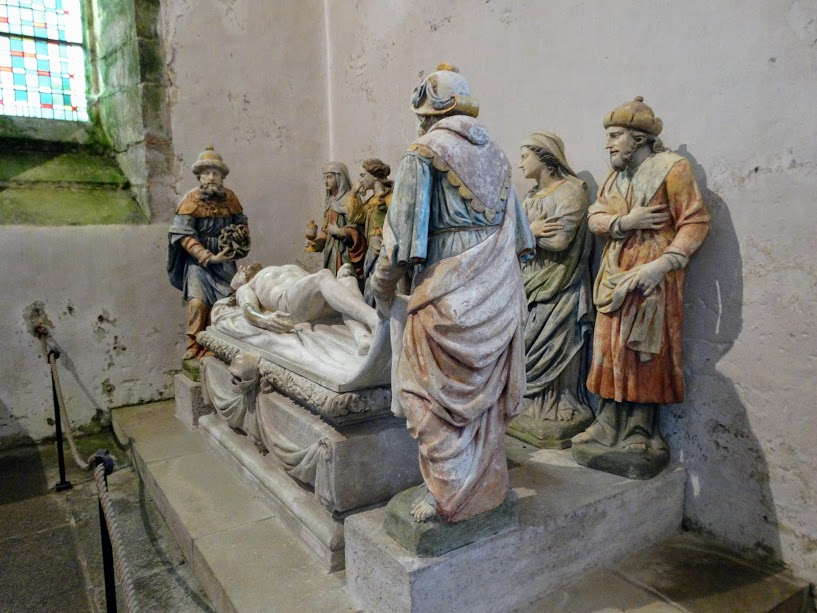
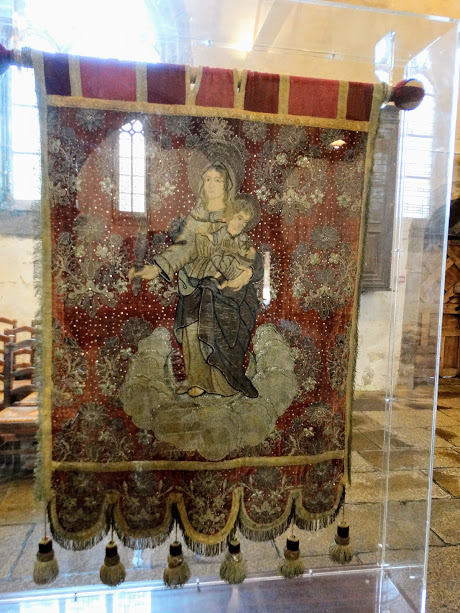
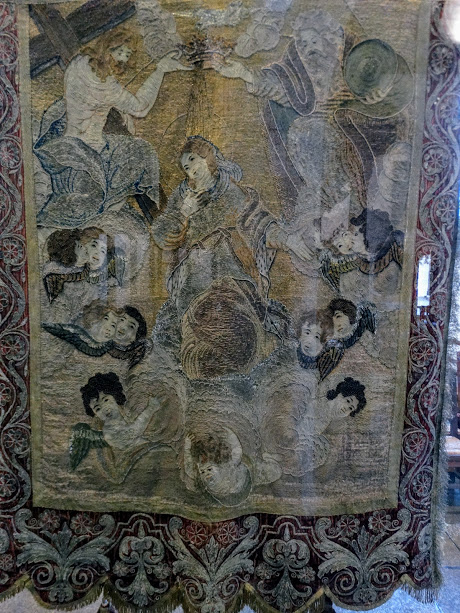
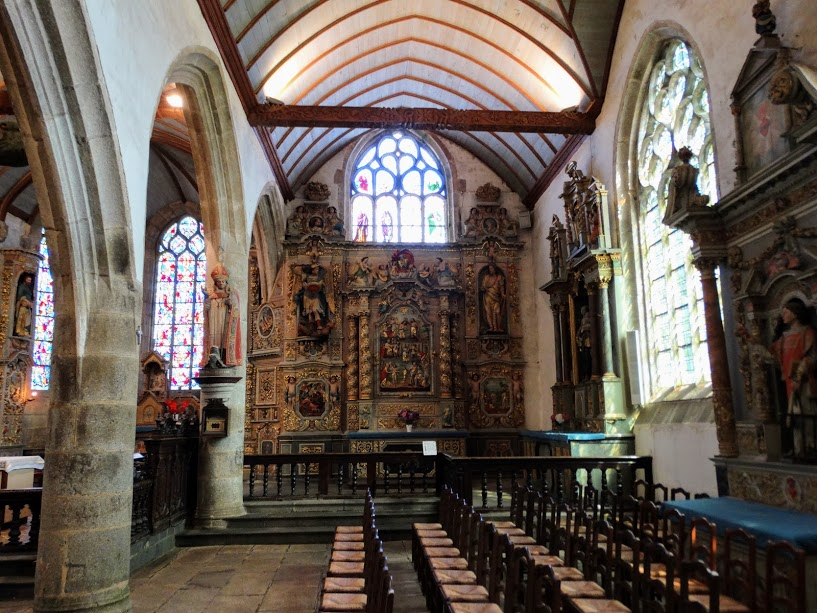
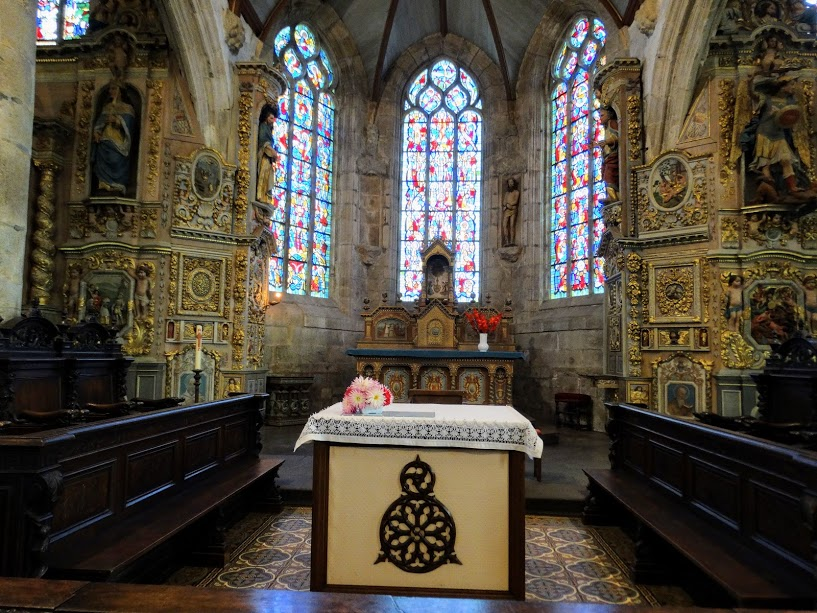
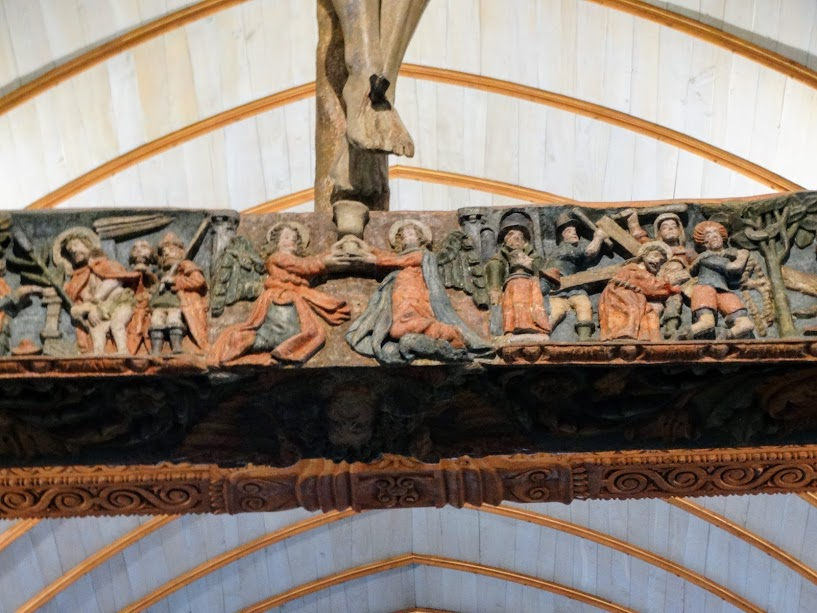
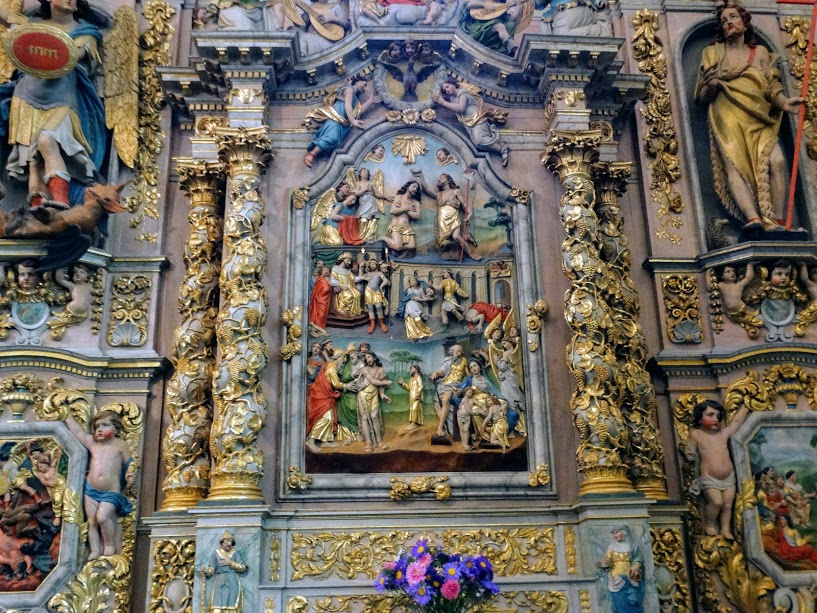
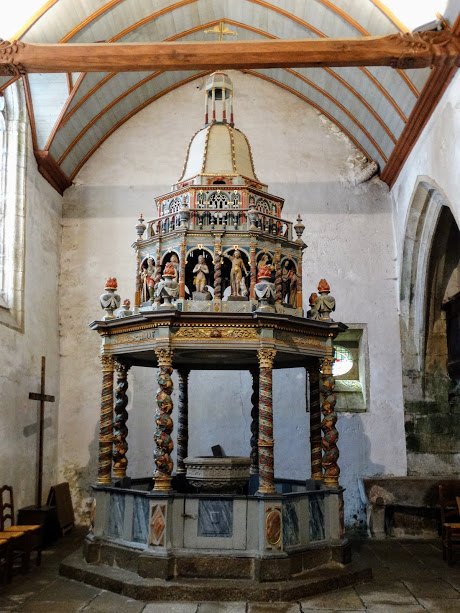

## Società

### Evoluzione demografica
Abitanti censiti